# Anatoliy Tymoshchuk
Anatoliy Oleksandrovych Tymoshchuk (en ukrainien : Анато́лій Олекса́ндрович Тимощу́к, Anatoliï Oleksandrovytch Tymochtchouk), né le 30 mars 1979 à Loutsk (Ukraine), est un footballeur international ukrainien évoluant au poste de milieu défensif.

## Biographie
Anatoli Tymoshchuk commence sa carrière dans le club ukrainien de Volyn Loutsk, où il joue en tant que défenseur en 1995, puis rejoint en 1997 l'équipe du FC Chakhtior Donetsk pour un montant d'environ 45 000 euros. Il y devient capitaine et également le favori des supporters. Il fait ses débuts dans l'équipe nationale le 26 avril 2000, lors du match opposant la Bulgarie à l'Ukraine (0-1). 
En février 2007, il rejoint l'ambitieuse équipe du Zénith Saint-Pétersbourg pour un montant évalué à 15 millions d'euros, avec laquelle il remporte le  Championnat de 2007 et la Coupe de l'UEFA en 2008. 
Il est également capitaine du Zénith et de l'équipe d'Ukraine. Après une bonne saison ainsi qu'un bon parcours en Coupe de l'UEFA, il se fait observer par le Bayern qui arrive, après de nombreuses incertitudes, à le faire signer jusqu'en 2014. Pour ce faire, les dirigeants bavarois ont dû dépenser un peu plus de 13 millions d'euros.
Néanmoins, Louis van Gaal le cantonne sur le banc la plupart du temps, lui préférant Mark van Bommel et Bastian Schweinsteiger. Il inscrit cependant le quatrième but bavarois lors du match de poule décisif pour la qualification en huitièmes de finale de la Ligue des champions face à la Juventus.
Lors de la première partie de saison 2010/11, les blessures de Daniel Van Buyten et Holger Badstuber, ainsi que la disgrâce de Martin Demichelis, poussent Louis van Gaal à aligner l'Ukrainien en défense centrale. Tymoshchuk s'en sort avec quelques mérites. En novembre 2010, à la suite d'une blessure assez sérieuse du capitaine bavarois Mark van Bommel, il retrouve sa place de milieu défensif. Il confirme son bon état de forme, inscrivant notamment deux beaux buts lors de la 14e journée du Bundesliga, pour arriver à un total de 3 buts en 8 matchs.
Depuis les départs de Mark van Bommel et Martin Demichelis, et à la suite de nouvelles contre-performances de Daniel Van Buyten, il se retrouve à nouveau en défense centrale, faute de mieux. Néanmoins, le départ de Louis van Gaal permet au « T-44 » de retrouver sa place en milieu de terrain, où il forme un duo très coriace avec Bastian Schweinsteiger en alternance avec Luiz Gustavo.
Lors de l'été 2013, il rejoint à nouveau le Zénit Saint-Pétersbourg.
Le 9 mars 2022, la Fédération ukrainienne de football annule les 144 capes de Tymoshchuk.
Anatoliy Tymoshchuk, joueur le plus capé de l'histoire de l'équipe d'Ukraine avec 144 sélections, a été déchu de son record par la Fédération ukrainienne. L'ancien joueur du Zénith Saint-Petersbourg, aujourd'hui entraîneur adjoint du club russe, n'a ni pris la parole pour soutenir son pays depuis le début de la guerre, ni rompu son contrat avec le Zénith.
La Fédération ukrainienne a donc décidé d'exclure Tymoshchuk « du registre officiel des joueurs des équipes nationales ». L'ancien joueur du Shakthar Donetsk perd également ses deux titres de champion d'Ukraine et son diplôme d'entraîneur, décroché dans son pays,. Ces déclarations restent toutefois sans aucune valeur légale, une fédération nationale ne pouvant pas annuler une sélection honorée par un joueur ou retirer un titre sportif pour de tels motifs.

## Palmarès

### En club
- Vainqueur de la Supercoupe d'Europe en 2008 avec le Zénith Saint-Pétersbourg
- Vainqueur de la Ligue des Champions en 2013 avec le Bayern Munich
- Vainqueur de la Coupe de l'UEFA en 2008 avec le Zénith Saint-Pétersbourg
- Champion d'Ukraine en 2005 et en 2006 avec le Shakhtar Donetsk
- Champion de Russie en 2007 et en 2015 avec le Zénith Saint-Pétersbourg
- Champion d'Allemagne en 2010 et en 2013 avec le Bayern Munich
- Vainqueur de la Coupe d'Allemagne en 2010 et en 2013  avec le Bayern Munich
- Finaliste de la Ligue des Champions en 2010 et en 2012 avec le Bayern Munich
- Finaliste de la Coupe d'Ukraine en 2005 avec le Shakhtar Donetsk